# Pëtr Alekseevič Kropotkin
Pëtr Alekseevič Kropotkin, in russo Пётр Алексеевич Кропоткин?
in inglese Peter Kropotkin (Mosca, 9 dicembre 1842 – Dmitrov, 8 febbraio 1921), è stato un filosofo, biologo, geografo, zoologo, militante e teorico dell'anarchia russo.
Libertario, fautore di un'analisi sociologica e di una proposta poggiata su basi scientifiche dell'evoluzione sociale nelle comunità umane, con una propaganda fondata sui fatti, è stato uno dei primi sostenitori dell'anarco-comunismo.

## Biografia

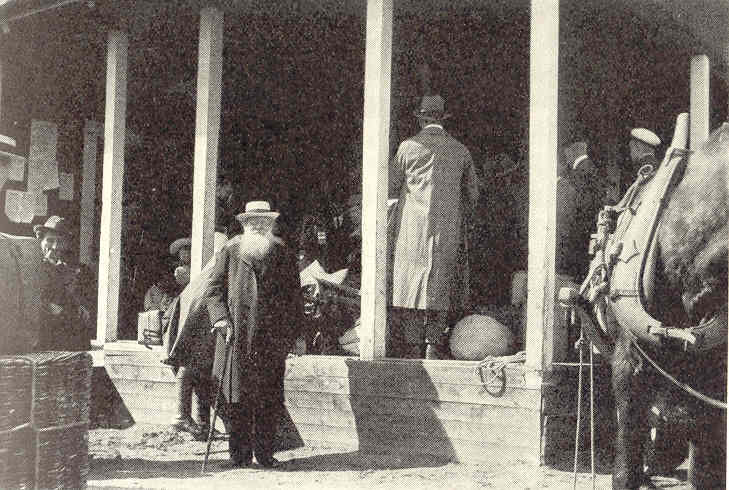
Kropotkin, 1917

Nato da famiglia aristocratica, nel 1857 entrò in qualità di nobile imparentato con la Corte nel Corpo dei paggi (collegio imperiale), dove terminò il suo corso nel 1861; da esso uscì nel 1862 per entrare a far parte dei Cosacchi, prestando servizio da ufficiale in Siberia. In questo periodo abbracciò gli ideali anarchici ed ebbe modo di compiere una serie di studi di geografia, geologia e zoologia che avrebbero avuto in seguito un'influenza fondamentale nello sviluppo della sua filosofia. Nel 1868 rientrò in Russia, a Pietroburgo; riprese gli studi universitari nella facoltà di scienze e successivamente venne nominato segretario della sezione geofisica della Società russa di geografia.

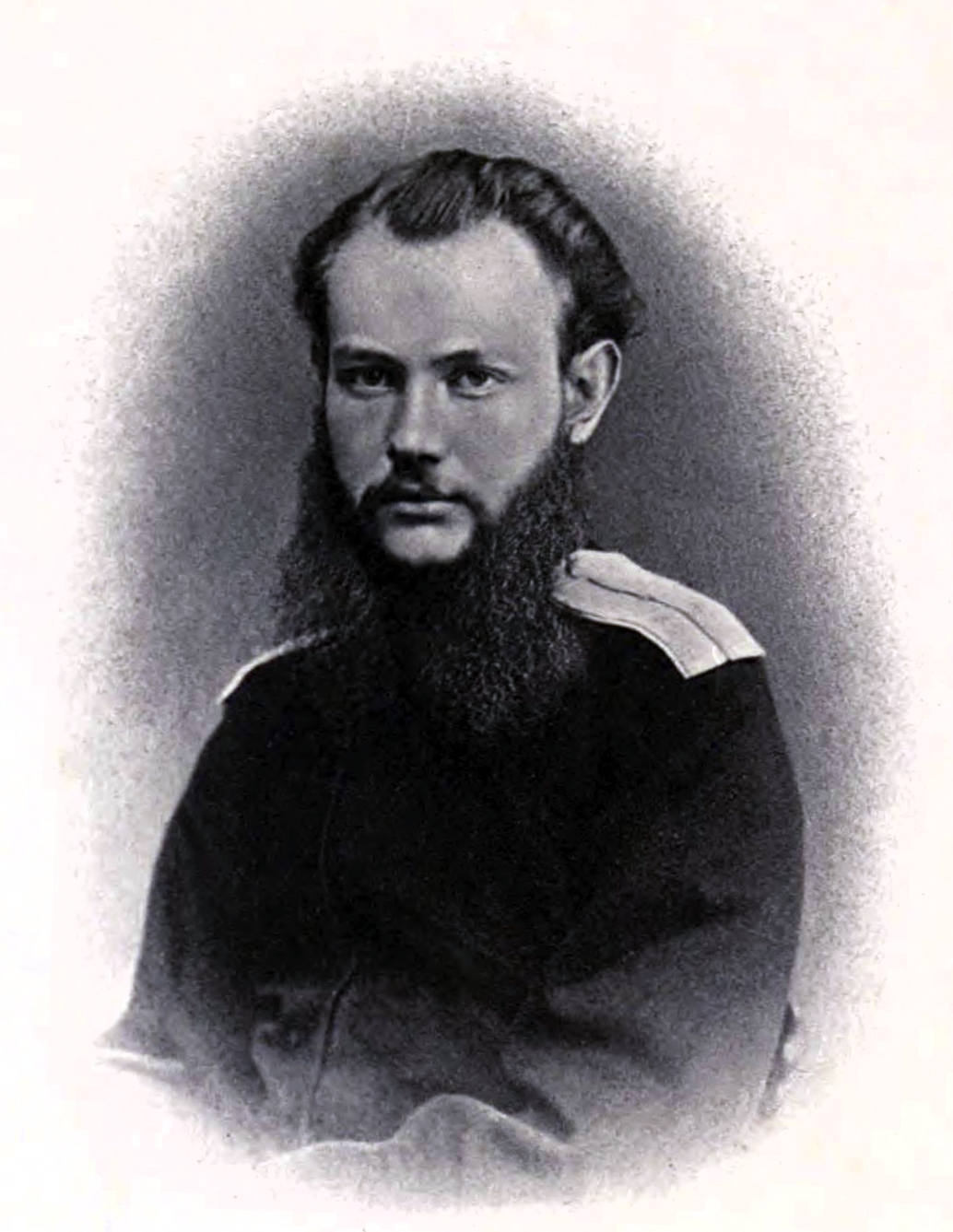
Kropotkin nel 1864

Con gli anni maturò la decisione di impegnarsi nell'attività politica; nel 1872 abbandonò i suoi incarichi e si recò a Ginevra, dove aderì alla corrente di Michail Bakunin nella I Internazionale, impegnandosi per la partecipazione degli anarchici ai movimenti sindacali e rivoluzionari (partecipava alle conferenze operaie clandestine, in cui si faceva chiamare «Borodin», propagandando la rivoluzione sociale); entrò poi a far parte della Federazione del Giura. Al suo ritorno in Russia si unì al Circolo Čajkovskij, del quale ricevette l'incarico di scrivere il programma.
Nel 1874 venne arrestato ed imprigionato a San Pietroburgo (scoprire che dietro il rivoluzionario Borodin si nascondeva il principe Kropotkin suscitò la sorpresa e lo sdegno dello zar); riuscì ad evadere nel 1876, raggiungendo la Svizzera con lo pseudonimo di Levachov. Diventò segretario generale del IX Congresso generale dell'Internazionale dei lavoratori, prima di essere costretto alla fuga nel Regno Unito dalle minacce d'arresto della polizia svizzera. Stabilitosi nel Regno Unito, iniziò una serie di viaggi attraverso l'Europa, per tornare a Ginevra nel 1878, dove l'anno successivo fondò e diresse Le Révolté. Nel 1880 collaborò insieme a Élisée Reclus alla stesura della Geografia universale.
Nel 1881 fu espulso dalla Svizzera a seguito dell'assassinio dello zar Alessandro II da parte di alcuni anarchici; venne processato (durante il processo gli imputati, Émile Gautier, Felix Tressaud, Martin, Fager, Sala lessero una dichiarazione di principi che terminava con il celeberrimo "Il pane per tutti, la scienza per tutti, il lavoro per tutti, e per tutti anche l'indipendenza e la giustizia") e trasferito alla prigione di Clairvaux (Aube) nel 1883. Lo stesso anno Victor Hugo presentò al ministro della giustizia francese una petizione per la sua liberazione, firmata da numerosi intellettuali. Dal carcere, nel 1885, scrisse Parole di un ribelle.
Il 15 gennaio 1886 Kropotkin ottenne la grazia e si stabilì di nuovo nel Regno Unito, dove fondò la rivista Freedom e, insieme ad altri amici, la casa editrice anarchica Freedom Press. Iniziò un lungo periodo di feconda produzione letteraria durante il quale scrisse alcune tra le sue opere più importanti, tra le quali La morale anarchica, Campi, fabbriche e officine e Il mutuo appoggio.
Nei primi anni del XX secolo i tentativi rivoluzionari in Russia risvegliarono l'interesse di Kropotkin per la situazione del suo paese d'origine; nel 1914 prese posizione in favore della guerra contro la Germania, innescando numerose polemiche all'interno del movimento anarchico e un'aspra lite con l'amico Errico Malatesta; il suo atteggiamento interventista trovò ancora riscontro nel 1916 con la sua firma al Manifesto dei Sedici. Anni dopo Kropotkin avrebbe ammesso di aver compiuto un errore.

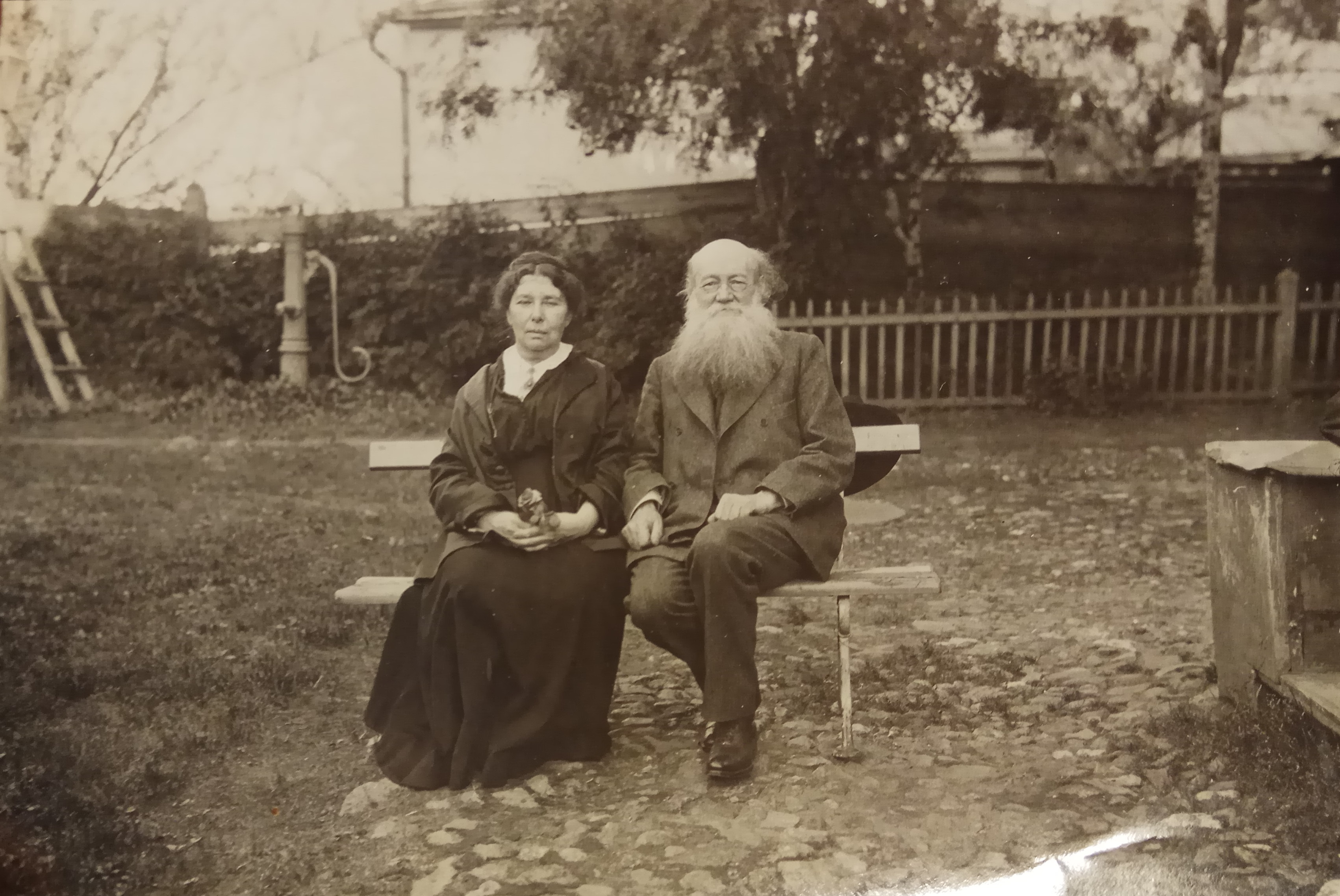
Con la moglie Sof'ja nel 1919

Nel 1917 tornò in Russia, dove prese immediatamente posizione contro la piega autoritaria che avvertiva nel movimento rivoluzionario, osteggiando in particolare i bolscevichi. Strinse amicizia con Aleksandr Kerenskij, dal quale rifiutò sia l'offerta di assumere un ministero, affermando di considerare «molto più utile e onesta la professione del lustrascarpe», che quella di percepire una pensione annua di diecimila rubli.
Nel 1919 si trasferì definitivamente a Dmitrov, dove scrisse la Lettera ai lavoratori d'occidente, il documento più importante di questo periodo, o Lettera ai lavoratori di tutto il mondo (1920), in cui Kropotkin esortava tutti i progressisti occidentali a porre fine al blocco e alla guerra d'intervento, che avrebbe solo rafforzato la dittatura e reso più difficile il compito di coloro che stavano lavorando ad una genuina ricostruzione sociale. Illustrava poi la sua visione di una Russia anarchica organizzata in liberi comuni federali e ammoniva gli uomini d'altri paesi a imparare dagli errori della Rivoluzione russa. Di quest'ultima lodava i passi verso l'uguaglianza sociale e il ruolo dei Soviet, che avrebbero potuto portare all'emancipazione dei produttori nell'amministrazione della loro attività se solo non fossero caduti sotto il controllo della dittatura. Nella sua prima lettera a Lenin, datata 20 marzo 1920, scrisse che: «Se la situazione attuale continuerà, la stessa parola “socialismo” diventerà una maledizione, come capitò in Francia alla parola “uguaglianza”, dopo quarant'anni di giacobinismo».
Nonostante tutto Kropotkin era ancora ottimista ed invitava i lavoratori a creare una nuova Internazionale. Le sue parole però non influenzarono né gli eventi interni, né quelli esterni ed egli non poté far nulla neppure per gli anarchici che erano in prigione, in esilio o a combattere nell'esercito rivoluzionario ucraino di Nestor Makhno. La sua morte, avvenuta l'8 febbraio 1921, gli impedì di completare quella che considerava la sua opera più importante, L'etica. Il suo feretro attraversò le strade di Mosca scortato da nere bandiere incise del motto Dove c'è autorità non c'è libertà.

## Il pensiero
Kropotkin, che sviluppò le proprie idee all'apogeo del clima positivista e scientista dell'Ottocento, fu fortemente influenzato dal suo essere contemporaneamente scienziato e anarchico; per questo si legò fortemente al razionalismo illuministico. In questo "clima" egli lanciò la sua sfida intellettuale: dimostrare che l'anarchismo è in perfetta sintonia con lo sviluppo e i metodi della scienza, che esso ha basi scientifiche indiscutibili e, soprattutto, dimostrare che la vita umana ed animale è prevalentemente basata sulla cooperazione e la solidarietà, piuttosto che sulla lotta.
In questa maniera l'anarchico russo volle criticare sia le teorie del socialismo scientifico, in particolare quelle del metodo dialettico e del determinismo economico, sia le teorie dei discepoli del "darwinismo sociale", che giustificavano l'oppressione del forte sul debole. Gli elementi cardine del pensiero kropotkiniano sono: il determinismo scientifico, l'etica e l'anarco-comunismo.

### Il determinismo scientifico

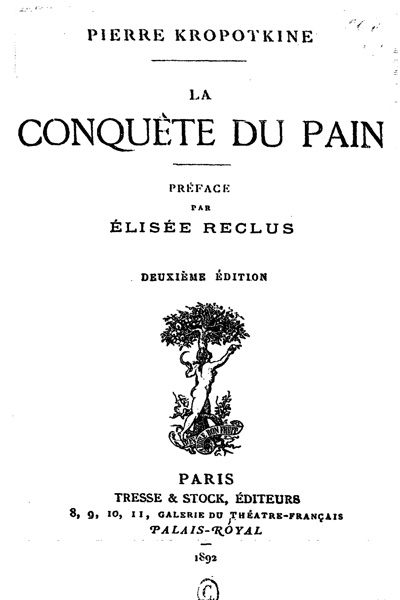
La conquista del pane, edizione francese

Per Kropotkin l'anarchia è un modo d'organizzazione sociale “imposto” dalla stessa natura ed è quindi una verità scientifica: "l'anarchia è una concezione dell'universo, basata sulla interpretazione meccanica dei fenomeni, che abbraccia tutta la natura, non esclusa la vita della società". Il suo metodo è quello delle scienze naturali; secondo questo metodo ogni conclusione scientifica deve essere verificata. La tendenza kropotkiniana è di fondare una filosofia sintetica che si estenda a tutti i fatti della natura, compresa la vita delle società umane e i loro problemi economici, politici e morali".
Per Kropotkin in natura non esistono leggi prestabilite bensì fenomeni non determinati e l'armonia non può non essere che la conseguenza di un lungo processo. Ugualmente la società umana, che si regge sull'armonia spontanea, non può che sfociare nell'Anarchia, poiché anche gli esseri umani tendono a respingere le forme cristallizzate.
L'anarchia quindi si realizzerebbe come conseguenza deterministica, ovvero senza alcuna volontà possibile. Quest'ultima, che determina la condotta degli individui e della società, secondo il determinismo, non sarebbe altro che un'illusione. Passato, presente e futuro non sarebbero altro che una sequenza di cause ed effetti di natura meccanica, secondo cui la volontà non può incidere in alcun modo. Tuttavia per Kropotkin il pensiero meccanicista non è così "rigido": egli ritiene che i fini possono essere raggiunti solo attraverso l'adeguamento dei mezzi alla natura dei fini. In pratica i fini non sono dati, ovvero è l'azione cosciente (prassi rivoluzionaria) dell'uomo che determina i fini.

### L'etica

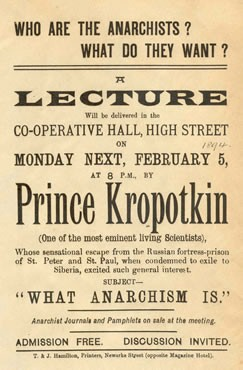
Conferenza di Kropotkin in Inghilterra

Secondo Kropotkin, tre sono gli stadi dell'etica umana:
- il mutuo soccorso;
- la giustizia;
- la morale.

Il mutuo soccorso, tradotto anche come mutuo appoggio, è presente in tutti gli animali con pochissime eccezioni. Solo le tigri, alcuni uccelli e alcuni pesci, afferma Kropotkin, non hanno istinti sociali e vivono isolati. Tutti gli altri però vivono in branchi e si aiutano a vicenda, perché questa è l'arma migliore per sopravvivere; anzi, si tratta di una vera e propria legge della natura e di un fattore determinante dell'evoluzione. I più atti o adatti, pertanto, non sono i più forti fisicamente, né i più scaltri, ma coloro che imparano ad unirsi in modo da sostenersi reciprocamente, tanto i forti quanto i deboli, per la prosperità della comunità.
Kropotkin, rifacendosi soprattutto agli studi di Charles Darwin, nota che gli istinti sociali sono via via più presenti man mano che una specie è evoluta; così, le specie più evolute di ogni classe animale, possiedono istinti sociali fortissimi. Questi istinti sono indubbiamente presenti anche in ogni uomo.
La giustizia deve essere intesa come uguaglianza; non vi è alcuna giustizia senza equità. Questo è un passaggio successivo, che non deriva dagli istinti né dai sentimenti, ma dalla ragione. Anche la giustizia, afferma Kropotkin, è presente in molti animali, particolarmente quelli più evoluti. Parla ad esempio di uccelli che si dividono le scogliere, zona di caccia, in modo che nessuno abbia un territorio migliore o peggiore degli altri; quindi se il territorio di un uccello è particolarmente buono per la caccia, sarà meno esteso rispetto a quello di un uccello che ha un territorio peggiore. Nelle civiltà primitive, poi, la giustizia intesa come equità era la norma. Lo deduce da studi effettuati di persona e da altri studiosi, in cui sono state analizzate le culture considerate più "primitive". Ciò non toglie che l'uomo ha sempre vissuto in società, come gli animali.
La morale è qualcosa che nasce successivamente. Essa va addirittura oltre la giustizia e va intesa come abnegazione o sacrificio di se stessi per gli altri. È ciò che avviene quando un individuo rinuncia alla propria vita per salvarne un altro (si tratta naturalmente di un caso estremo). La morale, però, non è che un "di più", che non si può chiedere ad una persona.
Tale distinzione non è nuova. Era già presente in Pierre Joseph Proudhon e in Jean-Marie Guyau, ma Kropotkin l'ha approfondita. Avrebbe voluto chiarire, nel secondo volume de L'Etica, da quali processi psicologici nascano la giustizia e la morale nell'uomo, ma purtroppo di quel volume non abbiamo che poche bozze. Sappiamo però che intendeva fondare una nuova etica (la morale realistica, o morale anarchica) rifacendosi principalmente all'abbozzo di Guyau di una morale senza obbligazione né sanzione.

### L'anarco-comunismo
Il comunismo anarchico o comunismo libertario è il "comunismo senza governo, quello degli uomini liberi, è la sintesi dei due scopi ai quali mira l'umanità attraverso i tempi: la libertà economica e la libertà politica" ed è anche il completamento dell'anarchia, ovvero l'uguaglianza che completa la libertà. È quindi inoltre l'opposto dell'individualismo esattamente come il mutuo appoggio è l'esatto contrario della lotta per l'esistenza.
Per Kropotkin il comunismo è l'unico sistema privo di contraddizioni sociali, poiché, secondo il principio "da ognuno secondo le sue forze, ad ognuno secondo i suoi bisogni", abolisce la schiavitù del salario e la dipendenza dal bisogno, mediante la spontanea azione delle masse. Kropotkin ritiene la rivoluzione sovversiva un utile mezzo di accelerazione del processo evolutivo a seconda del contesto storico.
Il comunismo kropotkiniano vuole abolire non solo la differenza tra lavoro manuale e lavoro intellettuale (come Bakunin e Marx) ma anche quella tra città e campagna. Per il pensatore russo ogni individuo deve integrare il lavoro manuale con quello intellettuale (ciò per evitare pericolose specializzazioni che possano creare privilegi); anche l'integrazione geografico-sociale della città con la campagna sono due aspetti complementari perché mirano al superamento della divisione della società in una scala gerarchica. Questi due aspetti, così integrati tra loro, costituiscono la struttura federalistica ed armonica del piano kropotkiniano, che comporta la fine di ogni dominio: abolizione delle classi, abolizione dello Stato e di ogni altra forma gerarchica socio-economica, decentramento e federalismo dal basso verso l'alto, abolizione della duplice divisione del lavoro, pratica immediata di comunismo libero e di mutuo appoggio.

## Opere scritte
- P. Kropotkin, Ricerche sul periodo glaciale, 1871.
- P. Kropotkin, Parole di un ribelle, 1885.
- P. Kropotkin, La morale anarchica, 1890. (ISBN 88-7226-477-4)
- P. Kropotkin, La conquista del pane, 1892.
- P. Kropotkin, La filosofia e l'ideale dell'anarchia, 1896.
- P. Kropotkin, Lo Stato e il suo ruolo storico, 1897.
- P. Kropotkin, Campi, fabbriche e officine, 1898.
- P. Kropotkin, Memorie di un rivoluzionario, 1899.
- P. Kropotkin, Il mutuo appoggio, 1902. (ISBN 88-7641-301-4)
- P. Kropotkin, L'orografia dell'Asia, 1904.
- P. Kropotkin, La grande rivoluzione, 1911.
- P. Kropotkin, La scienza moderna e l'anarchia, 1912. (ISBN 88-85861-79-2)
- P. Kropotkin, L'etica.
- P. Kropotkin, présentation et choix de textes par Martin Zemliak (alias Frank Mintz), Œuvres, La Découverte, 1976, 2001. (ISBN 27-07135-27-5)

Libri pubblicati in lingua italiana
- P. Kropotkin, prefazione di E. Reclus, La conquista del pane, Marmirolo, Tipografia de "L'università popolare", 1904.
- P. Kropotkin, Lo Stato, Milano, Edizioni della rivista "L'università popolare", 1910.
- P. Kropotkin, Ai giovani, Milano, Edizioni della rivista "L'università popolare", 1911.
- P. Kropotkin, La scienza moderna e l'anarchia, Ginevra, Edizioni del Risveglio, 1913.
- P. Kropotkin, L'agricoltura, Milano, Società editrice "Avanti!", 1920.
- P. Kropotkin, premessa di G. Panazza, prefazione di C. Berneri, Il mutuo appoggio, Milano, Casa Editrice Sociale, 1925.
- P. Kropotkin, Memorie di un rivoluzionario (a cura di Letizia Pajetta Berrini), Milano, Universale Economica, 1952.
- P. Kropotkin, Memorie di un rivoluzionario, Roma, Editori Riuniti, 1968.
- P. Kropotkin, Memorie di un rivoluzionario, Feltrinelli, 1969.
- P. Kropotkin,, L'etica, Catania, Edigraf, 1969.
- P. Kropotkin, Il mutuo appoggio, Roma, Ennesse Editrice, 1970.
- P. Kropotkin, Lavoro intellettuale e lavoro manuale, Ragusa, La Fiaccola, 1972.
- P. Kropotkin, introduzione di H. Read, La società aperta, Cesena, Edizioni de l'Antistato, 1973.
- P. Kropotkin, Campi, fabbriche, officine, Milano, Edizioni Antistato, 1975.
- P. Kropotkin,, La conquista del pane, Catania, Edizioni della rivista "Anarchismo", 1978.
- P. Kropotkin,, La letteratura russa, Catania, Edizioni della rivista "Anarchismo", 1980.
- P. Kropotkin,, La grande rivoluzione, 1789 - 1793, Catania, Edizioni Anarchismo, 1987.
- P. Kropotkin, L'anarchia. La sua filosofia e il suo ideale, Ragusa, La Fiaccola, 1994.
- P. Kropotkin, Ai giovani, Ragusa, La Fiaccola, 1997.
- P. Kropotkin, a cura di G. N. Berti, Scienza e anarchia, Milano, Elèuthera, 1998.
- P. Kropotkin, Lo Stato, Galzerano, 2008.
- P. Kropotkin,, La conquista del pane, Trieste, Edizioni Anarchismo, 2008.
- P. Kropotkin, Lo Stato e il suo ruolo storico, Trieste, Edizioni Anarchismo, 2009.
- P. Kropotkin,, Il mutuo appoggio, Trieste, Edizioni Anarchismo, 2012.
- P. Kropotkin,, Parole di un ribelle, Trieste, Edizioni Anarchismo, 2012.
- P. Kropotkin, La conquista del pane, Aprilia, Ortica Editrice, 2012.
- P. Kropotkin, prefazione di G. Borella, Campi, fabbriche, officine, Milano, Elèuthera, 2015.
- P. Kropotkin,, Memorie di un rivoluzionario, Trieste, Edizioni Anarchismo, 2016.
- P. Kropotkin, a cura di G. N. Berti, Scienza e anarchia, Milano, Elèuthera, 2019.
- P. Kropotkin, Il mutuo appoggio. Un fattore dell'evoluzione, a cura di G. Borella, Milano, Elèuthera, 2020.